# 本多忠高
本多忠高（1526年／1528年－1549年4月16日）是日本戰國時代於三河國的武將。松平氏家臣。父親是本多忠豐。

## 生平
在大永6年（1526年）（一說享祿元年（1528年））出生，家中長男。與父親忠豐同様，仕於松平清康和松平廣忠。天文16年（1547年），在松平一族的松平信孝為奪取家督而發起反亂時，跟隨廣忠出陣攻打。翌年（1548年），在尾張國的織田信秀侵攻三河，今川氏的太原雪齋和廣忠在小豆坂迎撃時，隨軍與織田軍戰鬥並戰勝（小豆坂之戰）。
天文18年（1549年）3月，主君廣忠在岡崎城內被岩松八彌暗殺，令松平氏和三河國人眾極之動搖。今川氏當主今川義元為阻止三河國人會投向織田氏，於是派太原雪齋進攻織田氏在三河的據點安祥城（第三次安城合戰）。因為守將織田信廣成功堅守城池，忠高與大久保忠俊等人一同進行夜襲並取得戰果，但是在翌日的戰鬥中被敵人的箭矢射中而戰死。

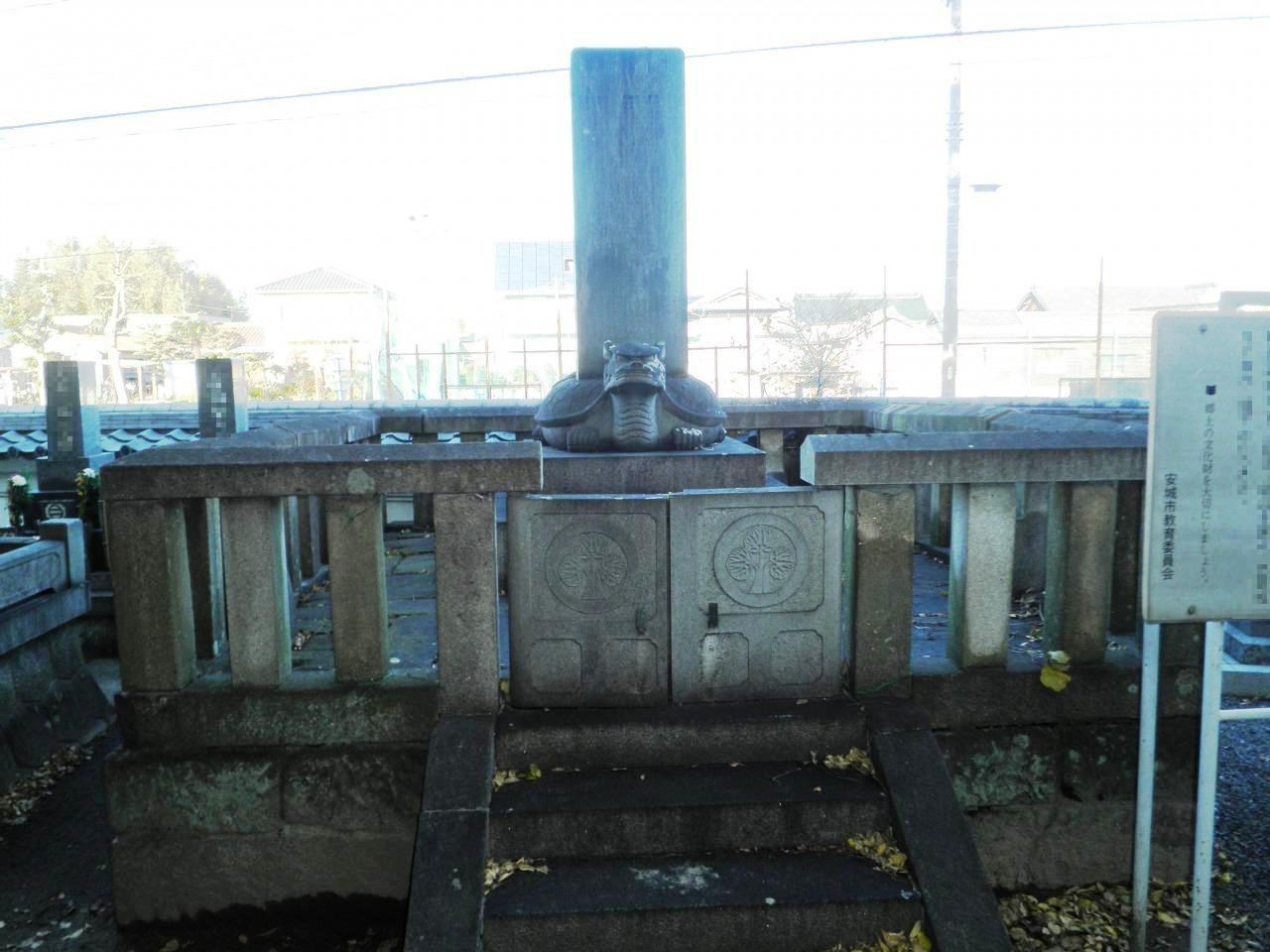
本多忠高墓碑（愛知縣安城市）

墓所在愛知縣岡崎市大和町的妙源寺。戒名是泰元院殿行譽忠高大居士。戰死地安城市安城町赤塚（安城市歴史博物館旁的大乘寺域內）亦有建立墓碑。

## 人物、逸話
- 使用「扇之御馬印」，後來由兒子忠勝繼承。文祿2年（1593年），因為德川家康的請求而讓予家康。（『柳營秘鑑（日语：柳営秘鑑）』卷之三）

- 「三河安祥之七御普代」之一。（『柳營秘鑑』卷之二）

## 外部連結
- 武家家伝＿本多氏 （页面存档备份，存于）